# Weißrückengeier

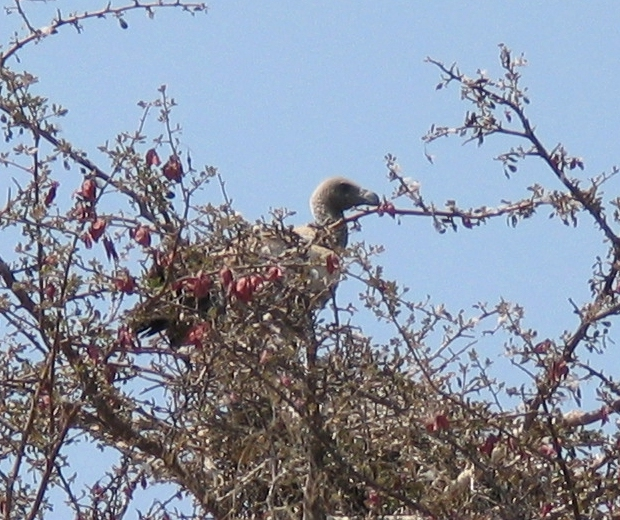
Weißrückengeier auf Horst

Der Weißrückengeier (Gyps africanus) ist ein Greifvogel aus der Unterfamilie der Altweltgeier (Aegypiinae). Das Verbreitungsgebiet der Art umfasst große Teile Afrikas südlich der Sahara. Aufgrund starker Bestandsrückgänge in Teilen des Verbreitungsgebietes stuft die IUCN den Weißrückengeier als vom Aussterben bedrohter Art auf der Roten Liste (critically endangered) ein.

## Beschreibung
Weißrückengeier sind mittelgroße Altweltgeier mit langen Flügeln und einem kurzen und nur leicht gerundeten Schwanz. Die Handschwingen sind tief gefingert. Die Armschwingen sind länger als die inneren Handschwingen, so dass der Flügelhinterrand geschwungen ist und nicht gerade. Die Art zeigt keinen Sexualdimorphismus bezüglich Färbung, Größe oder Gewicht. Die Körperlänge beträgt 78–90 cm, die Flügelspannweite 197–229 cm, das Gewicht 4,2–7,2 kg und die Flügellänge 550–640 mm.
Dieser Geier ist insgesamt recht einfarbig bräunlich, zeigt jedoch weiße Gefiederpartien. Der größte Teil des Rumpfes, die Beinbefiederung sowie die kleinen und mittleren Oberflügeldecken sind bei adulten Vögeln blass braun bis hell rotbraun mit auf der Rumpfunterseite ausgeprägten hellbeigen Stricheln. Bei sehr alten Vögeln können diese Gefiederpartien fast cremeweiß sein. Damit kontrastierend sind die großen Ober- und Unterflügeldecken, die Schwingen und die Steuerfedern fast einfarbig schwarzbraun. Unterer Rücken, Bürzel sowie die kleinen und mittleren Unterflügeldecken sind weiß. Die Haut von Kopf und Hals ist schwarz und mehr oder weniger spärlich weißlich oder cremefarben bedunt. Diese Dunen sind auf Oberkopf und Nacken am dichtesten und fehlen weitgehend im Gesicht und am Vorderhals. Die lockere, dicht flaumige Halskrause ist weiß. Der recht lange und kräftige Schnabel, die Wachshaut, die unbefiederten Teile der Beine und die Zehen sind schwärzlich grau.
Jungvögel sind deutlich dunkler als adulte Tiere. Im Jugendkleid sind der gesamte Rumpf einschließlich Bürzel sowie die kleinen und mittleren Ober- und Unterflügeldecken dunkelbraun mit schmalen weißlichen Stricheln. Die Halskrause besteht aus schmal lanzettlichen, hellbraunen Federn. Kopf und Hals sind dichter bedunt, die nackte Gesichtshaut ist grünlich schwarz. Weißrückengeier sind im Alter von 6 bis 7 Jahren ausgefärbt.

## Verbreitung und Lebensraum
Das Verbreitungsgebiet umfasst weite Teile Afrikas südlich der Sahara. Es reicht in Ost-West-Richtung vom Senegal bis nach Somalia, in Nord-Süd-Richtung vom Süden Malis und dem Osten Sudans unter Aussparung des zentralafrikanischen Regenwaldes bis in das nördliche Südafrika.
Die Art bewohnt ein breites Spektrum offener und baumbestandener Landschaften, von offenem Grasland, Savanne und offenen Sümpfen bis hin zu spärlich bewaldeten Bereichen, flussbegleitendem Baumbestand und Dornbuschvegetation. Sie fehlt in dichter baumbestandenen Landschaften und im geschlossenen Wald. Diese Geier sind dort am häufigsten, wo auch größere Säugetiere als Nahrung häufig sind, und zeigen auch eine enge Bindung an Rinderfarmen und viehhaltende Nomaden, meiden jedoch Dörfer und Städte. Weißrückengeier kommen überwiegend von Meereshöhe bis 1500 m Höhe vor, in Kenia jedoch auch bis 3000 m Höhe und in Äthiopien sogar bis 3500 m. 

## Ernährung
Die Nahrung besteht wie bei anderen Arten der Gattung Gyps wohl ausschließlich aus Aas, vor allem von großen Säugetieren. Die Tiere fressen vor allem die Innereien und das weichere Fleisch.

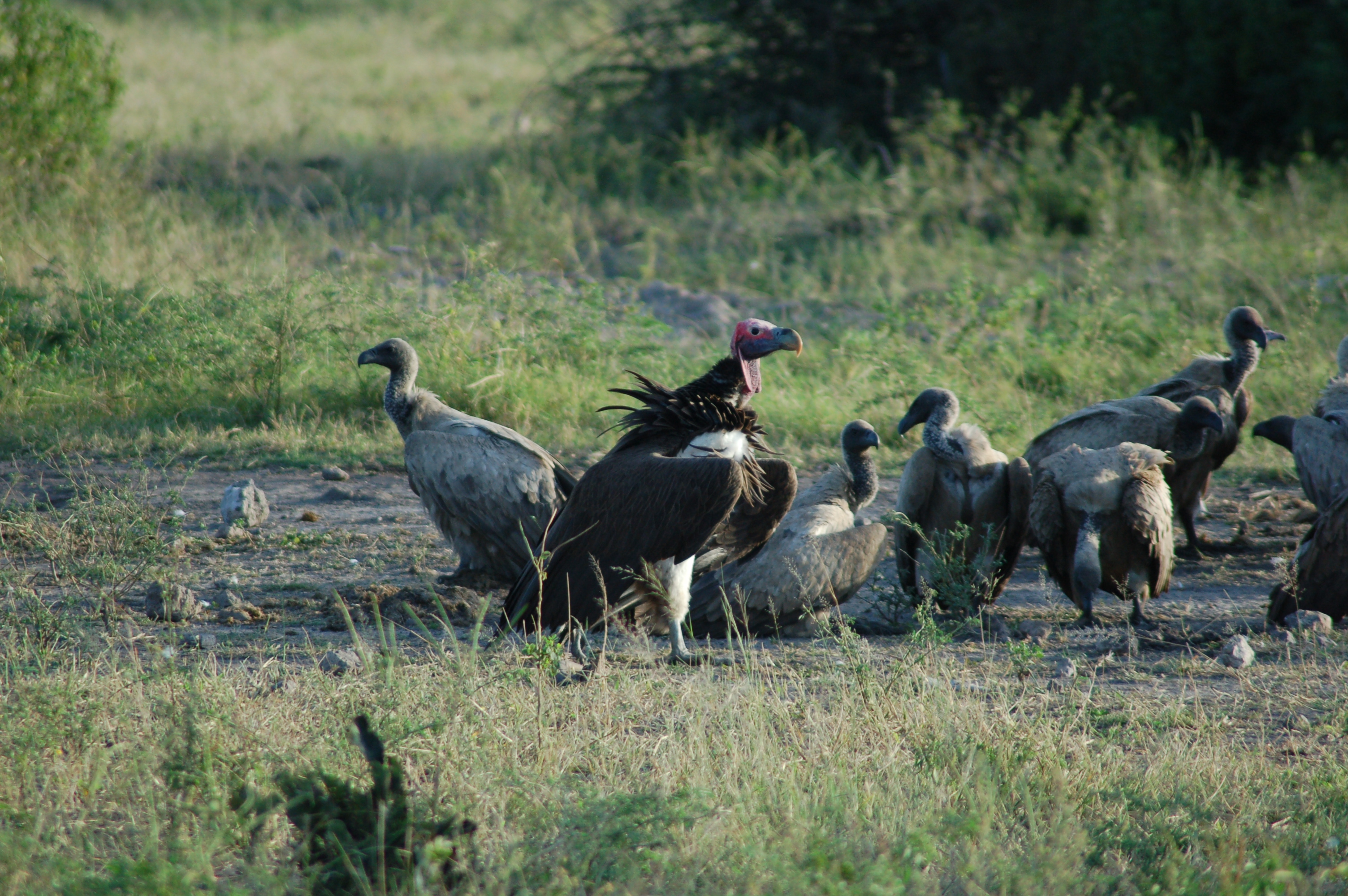
Mehrere Weißrückengeier zusammen mit einem Ohrengeier in Aasnähe in Botswana

Die Nahrungssuche beginnt zwei bis drei Stunden nach Sonnenaufgang. Weißrückengeier kreisen in der Thermik bis in Höhen von 200 bis 500 m und beobachten dann andere Aas oder lebende Tiere fressende Vögel und Säugetiere. Die häufig zuerst am Aas treffenden Kappengeier und vor allem immature Gaukler locken dann schnell eine größere Zahl von Weißrückengeiern an. Die Art ist am Aas meist der häufigste Geier, an einem einzelnen Aas können sich mehrere Dutzend oder sogar mehrere Hundert Weißrückengeier sammeln. Kleinere Säuger wie Impalas können dann in weniger als 10 Minuten komplett verzehrt sein. Die Art ist nicht kräftig genug, um dicke Haut aufzureißen; der schlanke Schnabel, der schmale Kopf und der lange Hals sind aber sehr gut geeignet, durch Öffnungen jeder Art oder Wunden tief in den Tierkörper einzudringen.

## Fortpflanzung

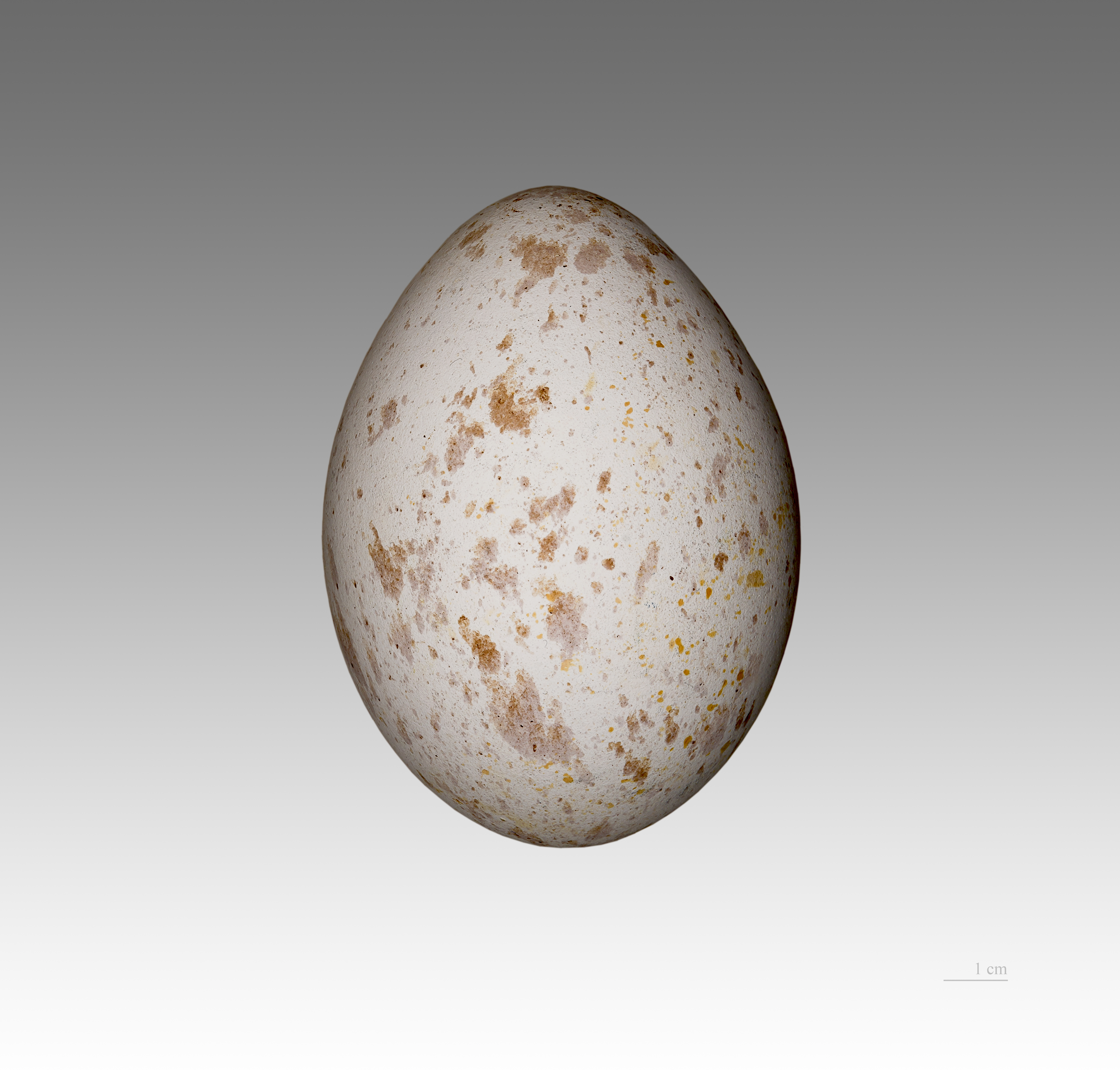
Ei eines Weißrückengeiers

Die Art brütet gelegentlich einzeln, meist jedoch in lockeren Kolonien aus 5–20 Paaren in benachbarten Bäumen; gelegentlich brüten mehrere Paare im selben Baum. Die Brutzeit variiert je nach geografischer Verbreitung. Sie fällt im nördlichen Afrika überwiegend in die Zeit von Oktober bis Juni, in Südost- und Südafrika vor allem auf April/Mai bis Dezember oder Januar und ist im äquatornahen Uganda und Kenia ganzjährig. Das relativ kleine, 34–100 cm breite und 10–90 cm hohe Nest wird in 5 bis 50 m Höhe auf der Krone eines großen Baumes errichtet. Es besteht aus Ästen und wird mit Gras und grünen Blättern ausgepolstert. Die ein bis drei Eier werden 56–58 Tage lang bebrütet. Die Nestlingszeit dauert 120–130 Tage.

## Bestand und Gefährdung

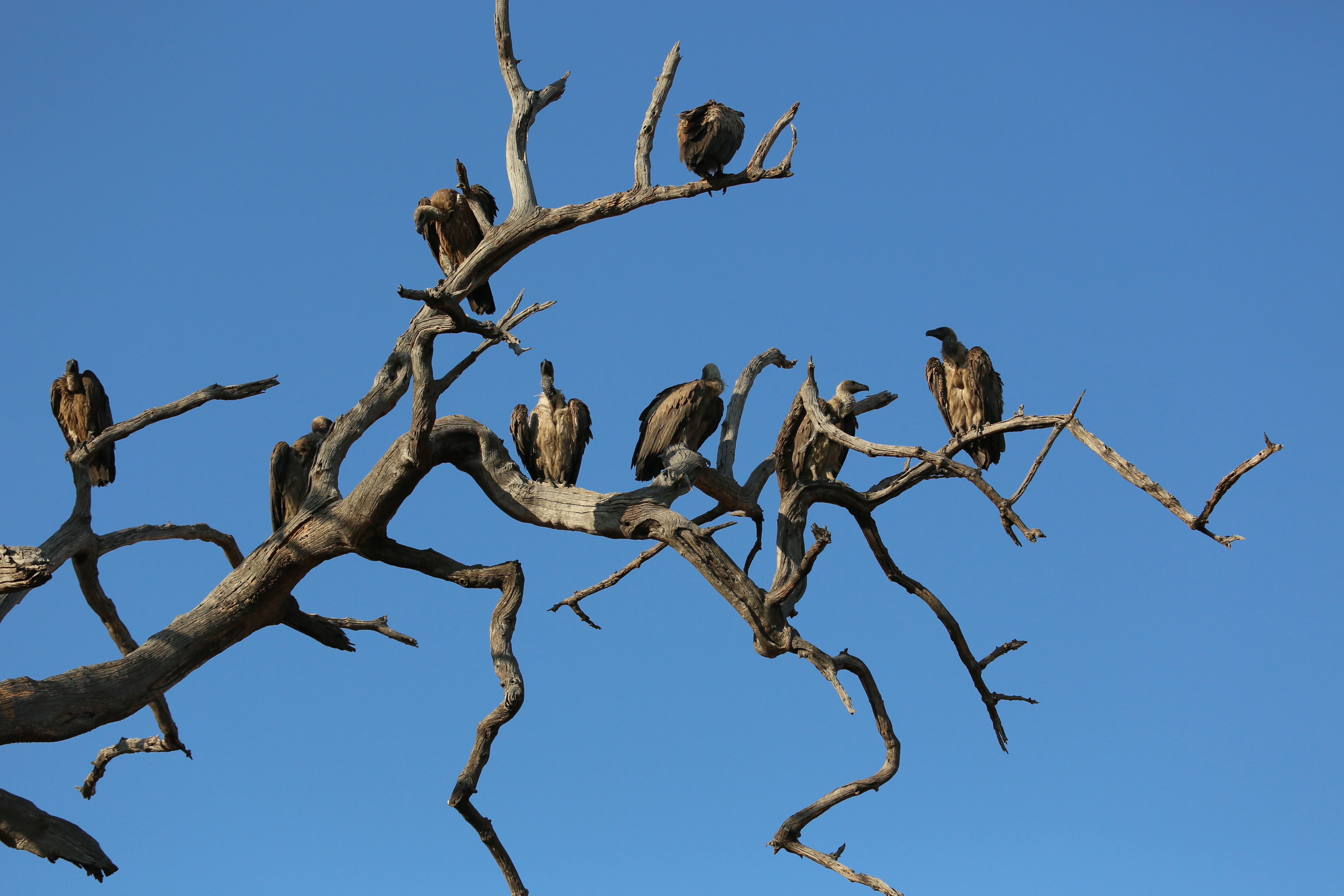
Dösende Weißrückengeier auf einem Baum in Botswana

Die Art ist der häufigste Geier in Afrika südlich der Sahara, der Weltbestand wurde Anfang der 1990er Jahre auf 270.000 Individuen geschätzt. Im westlichen Afrika ist der Bestand jedoch ähnlich wie bei anderen Geiern um über 90 % eingebrochen. Auch im Sudan und in Kenia ist der Bestand rückläufig. In Äthiopien, Tansania und im südlichen Afrika sind die Bestände offenbar noch stabil.
Hauptrückgangsursachen sind Lebensraumzerstörung infolge von landwirtschaftlicher Nutzung, die Reduktion des Bestandes großer Säuger, menschliche Verfolgung und Kollisionen mit Stromleitungen. Die IUCN stuft den Weißrückengeier inzwischen als vom Aussterben bedrohte Art (critically endangered) ein.